# 北見平和駅

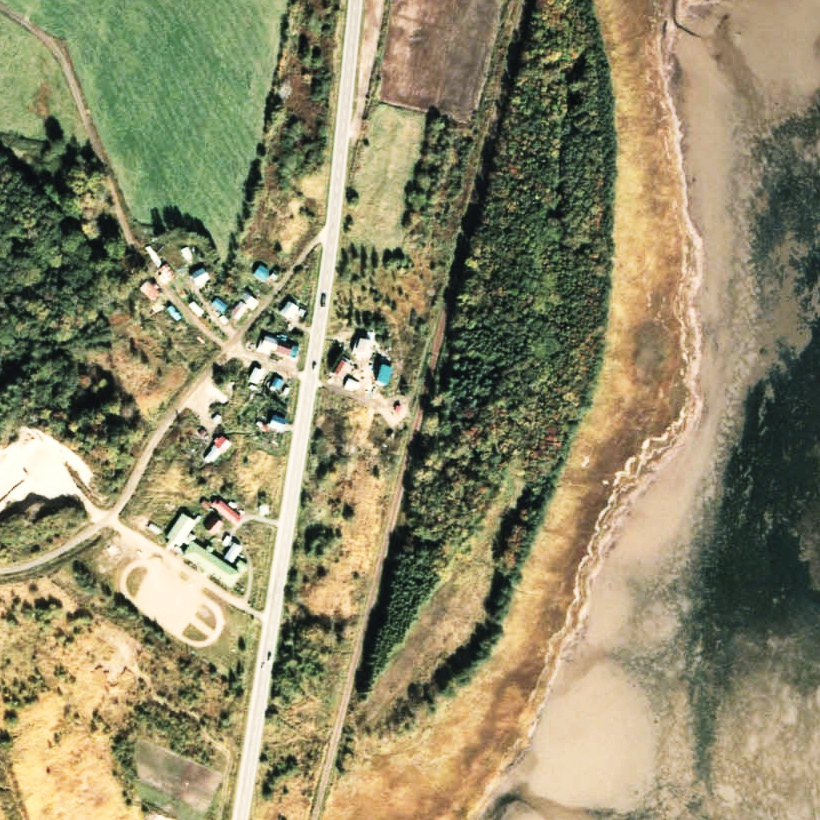
1977年の北見平和駅と周囲約500m範囲。下が網走方面。右は能取湖。土盛の単式ホームと、小さな待合室を持つ。駅前を国道238号が走るが、以前は上から左へ斜めに向かう細い旧道しかなく、開設当初は駅前も殆んど民家は無かった。

北見平和駅（きたみへいわえき）は、北海道（網走支庁）網走市字平和にかつて存在した、日本国有鉄道（国鉄）湧網線の駅（廃駅）である。電報略号はキヘ。事務管理コードは▲122412。

## 歴史
湧網東線の卯原内駅～常呂駅の延長開業当時に駅が設置されなかった平和地区の住民による請願駅である。駅及び付帯施設の建設は住民らの手によって行われた。
- 1949年（昭和24年）10月24日 - 日本国有鉄道（国鉄）湧網東線の北見平和仮乗降場（局設定）として開業[3]。
- 1953年（昭和28年）10月22日 - 中湧別駅 - 網走駅間全通により路線名が湧網線に改称され、それに伴い同線の仮乗降場となる。
- 1954年（昭和29年）1月1日 - 駅に昇格[1]。北見平和駅となる[1]。旅客・荷物の取り扱いを開始[1]。
- 1960年（昭和35年）9月25日 - 荷物の取り扱いを廃止し[1][4]、同時に無人駅化[5]。
- 1975年（昭和50年）頃 - 老朽化のため木造駅舎が解体され、跡地に待合所が設置される[3]。
- 1987年（昭和62年）3月20日 - 湧網線の全線廃止に伴い、廃駅となる[1]。

### 駅名の由来
所在地名「平和」から。開業時点で存在した夕張鉄道平和駅との重複を避け旧国名の「北見」を冠した。
地名は、平和を願って付けられたと考えられる。

## 駅構造

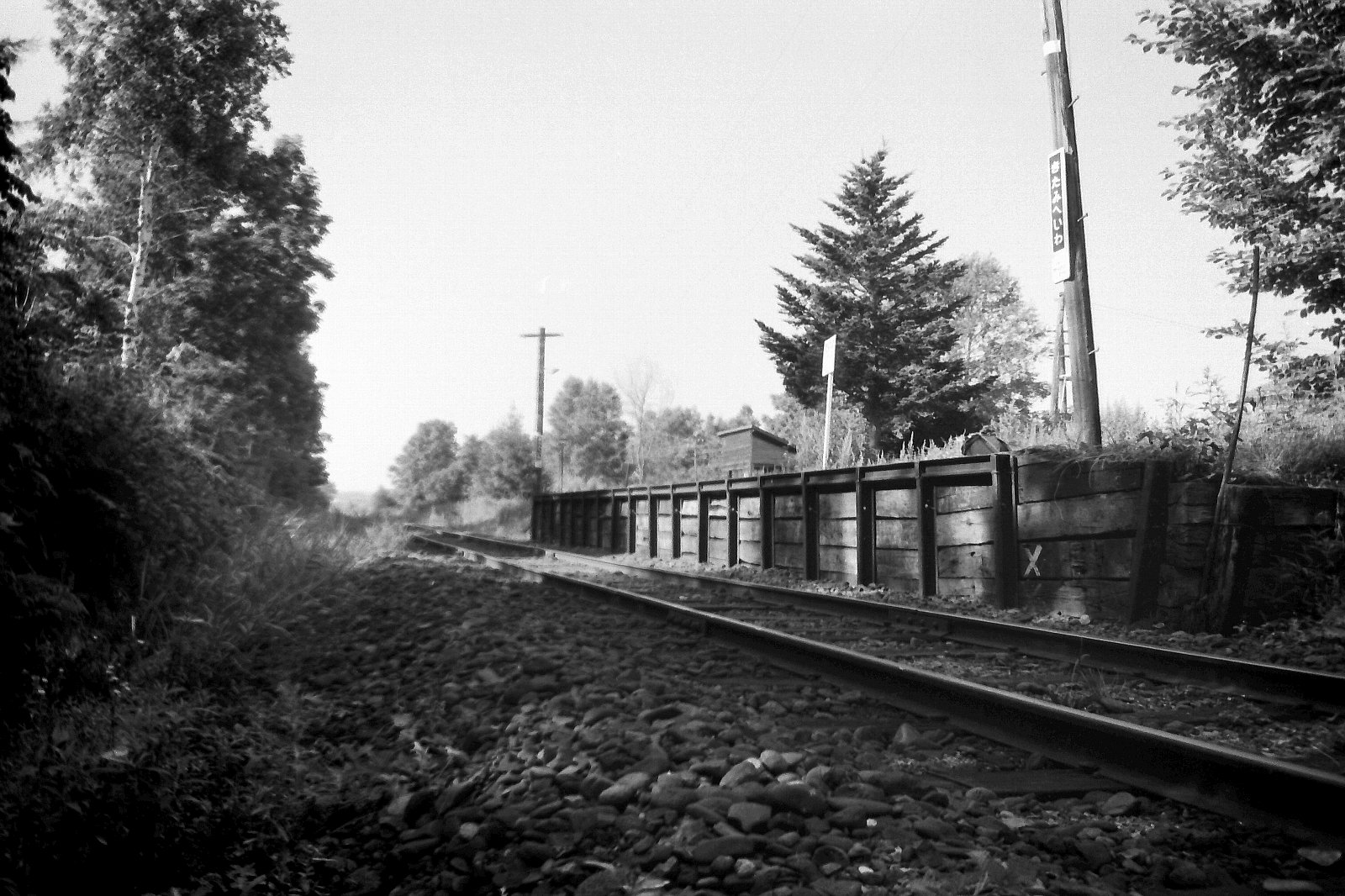
昭和61年に撮影した、北見平和駅のホーム片側１面のみ

廃止時点で、1面1線の単式ホームを有する地上駅であった。ホームは、線路の西側（網走方面に向かって右手側）に存在した。転轍機を持たない棒線駅となっていた。
無人駅となっており、有人駅時代の駅舎は撤去されたが、ホーム南側に待合所を有していた。ホームはレールと枕木を枠に再利用した、盛土のホームであった。また、「ホーム」と記載された立て札が存在した。駅名標は、正規の駅にもかかわらず近隣の仮乗降場と同様のローマ字表記のない質素なスタイルであった。
仮乗降場時代に、簡易委託駅として乗車券の販売が行われていた時期もあった（1949年（昭和24年）11月発行の乗車券が確認されている）。

## 利用状況
乗車人員の推移は以下のとおり。年間の値のみ判明している年については、当該年度の日数で除した値を括弧書きで1日平均欄に示す。乗降人員のみが判明している場合は、1/2した値を括弧書きで記した。
| 年度               | 乗車人員 | 乗車人員 | 出典   | 備考 |
| 年度               | 年間     | 1日平均  | 出典   | 備考 |
| ------------------ | -------- | -------- | ------ | ---- |
| 1978年（昭和53年） |          | 11       | [ 10 ] |      |

## 駅周辺
芦などの雑草が生い茂った広漠とした場所に位置した。
- 国道238号（オホーツク国道）[11]
- 北海道道1087号網走常呂自転車道線 - 湧網線廃線跡を再利用した自転車歩行者専用道路。
- ソオラルオツナイ川[11]
- 能取湖 - 駅から東に約0.2km[8]。
- 網走バス「平和」停留所

## 駅跡
2011年（平成23年）時点では、駅の設置場所が確認できるのみであった。駅跡地には草木が生い茂り、見る影もない。
当駅跡附近の線路跡は北海道道1087号網走常呂自転車道線として、自転車歩行者専用道路に再利用されていた。

## 隣の駅
日本国有鉄道
湧網線
能取駅 - 北見平和駅 - 卯原内駅
かつて能取駅と当駅との間に中能取仮乗降場が存在した（1956年（昭和31年）1月7日開業、1972年（昭和47年）2月8日廃止）。